# قدور بلجيلالي
قدور بلجيلالي (ولد في 28 نوفمبر / تشرين الثاني 1988) هو لاعب كرة قدم جزائري. يلعب كلاعب الوسط.

## مع النادي
بلجيلالي بدأ مسيرته في صفوف الشباب مع مولودية وهران قبل أن ينتقل إلى اتحاد البليدة ثم شبيبة الساورة.
بعد ثلاثة مواسم مع شبيبة الساورة، بلجيلالي انضم نادي النجم الرياضي الساحلي التونسي حيث دفع التونسيون رسوم نقل 360,000 يورو. و احترف في السعودية في نادي بيشة والنادي العربي , نادي السد.

## المسيرة الدولية
في مايو 2013 ، بلجيلالي كان قد استدعي إلى منتخب الجزائر لكرة القدم للمحليين لأول مرة في مباراة ودية ضد موريتانيا. وهذا أول ظهور دولي له في مباراة الجزائر وموريتانيا التي فازت بها الجزائر 1-0 وقد تم استبداله في الشوط الأول.

## انجازات

### مع الأندية
اتحاد الجزائر
- الرابطة الجزائرية المحترفة الأولى (1): 2015-16
- كأس السوبر الجزائري (1): 2016

## وصلات خارجية
- قدور بلجيلالي على موقع قاعدة بيانات كرة القدم.إي يو (الإنجليزية)
- قدور بلجيلالي على موقع ناشيونال فوتبول تيمز (الإنجليزية)
- قدور بلجيلالي على موقع Soccerway.com (الإنجليزية)

(بالفرنسية)